# 锡兰德罗
锡兰德罗（義大利語：Silandro），是意大利博尔扎诺-上阿迪杰自治省的一个市镇。总面积115平方公里，人口6014人，人口密度52.3人/平方公里（2009年）。ISTAT代码为021093。

## 友好城市
- 德国 伯尔-伊格尔海姆
- 奥地利 阿尔山麓圣安东